# بوم رتیرو دو سول
بوم رتیرو دو سول (به پرتغالی: Bom Retiro do Sul) یک منطقهٔ مسکونی در برزیل است که در ریو گرانده جنوبی واقع شده‌است. بوم رتیرو دو سول ۱۲٬۳۹۰ نفر جمعیت دارد.